# Gebrüder Riezler
Die Gebrüder Franz Xaver Riezler (* 21. Juli 1788 in München; † 18. August 1854 ebenda) und Joseph Riezler (* 5. Oktober 1790 in München; † 29. April 1873 ebenda) waren Mitbegründer der Bayerischen Hypotheken- und Wechselbank (heute UniCredit Bank AG) in München.
Sie entstammten einer alteingesessenen Familie des Gebirgsortes Riezlern in Kleinwalsertal, Österreich. Ihr Vater war als Händler zu gewissem Reichtum gekommen. Er übersiedelte später in die bayerische Landeshauptstadt und ehelichte eine Erbin des Bankhauses Ruedorffer (ein Nachfahre der Familie, Axel Freiherr von Ruedorffer, ist heute noch Mitglied im Aufsichtsrat der Commerzbank). Nach seinem Tode übernahmen die beiden Söhne die Leitung des Handelshauses. Die beiden Brüder zählten damals zu den vermögendsten bürgerlichen Familien Münchens. Sie besaßen und bewohnten gemeinsam ein von Leo von Klenze erbautes Palais an der Briennerstraße 52 (heute unter anderem Sitz der HypoVereinsbank Bulgaria GmbH).
1835 beteiligten sich die beiden mit jeweils 25.000 Gulden an der Gründung der „Bayerischen Hypotheken- und Wechselbank“. Die Bank wurde zu Beginn ehrenamtlich geführt. Aus den 40 anteilsmäßig bedeutendsten der insgesamt 71 Teilhaber, dem sogenannten Bankausschuss, wurden 7 Administratoren ausgewählt, alles Münchner Geschäftsinhaber, die unter Aufsicht eines Staatskommissärs die Bankgeschäfte tätigten. Die Brüder Riezler wurden zu Administratoren der beiden Versicherungsabteilungen berufen.
Franz Xaver Riezler war von 1835 bis 1850 Administrator der Feuerversicherungsanstalt, von 1835 bis 1845 zehn Jahre lang zweiter Direktor, von 1845 bis 1849 erster Direktor der Bayerischen Hypotheken- und Wechselbank und außerdem von 1834 bis 1848 auch Bayerischer Landtagsabgeordneter, sowie Gemeindebevollmächtigter und Magistratsrat der Stadtverwaltung.
Joseph Riezler war von 1835 bis 1850 Administrator der Lebensversicherungs- und Leibrentenanstalt der Bayerischen Hypotheken- und Wechselbank. Er war in erster Ehe mit der Malerin Anna Riezler, geborene Beck (1798–1829), verheiratet und in zweiter Ehe mit Alphonsine Sendtner (1818–1894), Tochter des Schriftstellerpaars Jakob Ignaz und Barbara „Betty“ Sendtner, verheiratet. Aus der Ehe entstammte der bekannte Historiker Sigmund von Riezler, der bayerische Generalmajor Emanuel Riezler und der Maler Albrecht Riezler. Sein Sohn Heinrich († 1889) war Kaufmann und Vater des Archäologen und Musikwissenschaftlers Walter Riezler sowie des Diplomaten und Politikers Kurt Riezler.